# Paddy DeMarco
Paddy DeMarco (* 10. Februar 1928 in Brooklyn; † 13. Dezember 1997 in Salt Lake City) war ein US-amerikanischer Boxer im Leichtgewicht. DeMarco war von März bis November 1954 Weltmeister im Leichtgewicht.
DeMarco gewann seinen ersten professionellen Kampf im März 1945 gegen Sal Vigo nach Punkten.
Im selben Jahr gewann DeMarco vier weitere Kämpfe, verlor jedoch zum ersten Mal gegen Butch Charles im Oktober desselben Jahres. Trotz der Niederlage boxte DeMarco weiterhin und erreicht bis September 1949 insgesamt 32 Siege und zwei Niederlagen. Am 10. September 1949 kämpfte
DeMarco gegen den legendären Boxer Willie Pep, dessen Kampfstatistik zu der Zeit unglaubliche 131 Siege bei einer Niederlage und einem Unentschieden war. DeMarco verlor in einer einstimmigen Entscheidung in zehn Runden. Am 5. März 1954 gewann er den Weltmeistertitel im Leichtgewicht gegen Jimmy Carter und behielt ihn bis zum 17. November 1954, als er gegen Jimmy Carter durch Technischen Knockout verlor. DeMarcos letzter Kampf fand am 3. November 1959 in Fresno gegen Benny Medina statt.